# Désormais... (album)
 (mars 2025).
Si vous disposez d'ouvrages ou d'articles de référence ou si vous connaissez des sites web de qualité traitant du thème abordé ici, merci de compléter l'article en donnant les références utiles à sa vérifiabilité et en les liant à la section « Notes et références ».
Albums de Charles Aznavour
Entre deux rêves
(1967) Non, je n'ai rien oublié 
(1971)
Singles
1. La Lumière / Désormais
Sortie : 1969

Désormais...  est le 23e album studio français du chanteur Charles Aznavour. Il est sorti en 1969.

## Liste des chansons de l'album original
| 1. | Désormais                  |  | 3:06 |
| 2. | Au nom de la jeunesse      |  | 3:24 |
| 3. | La Lumière                 |  | 3:30 |
| 4. | S'il y avait une autre toi |  | 2:20 |
| 5. | Marie l'orpheline          |  | 3:06 |

| 6.  | Quand et puis pourquoi       |  | 2:07 |
| 7.  | Je n'oublierai jamais        |  | 5:10 |
| 8.  | Comme l'eau, le feu, le vent |  | 1:47 |
| 9.  | On a toujours le temps       |  | 2:59 |
| 10. | L'Amour                      |  | 2:58 |